# Field-Firnfeld
Das Field-Firnfeld ist ein großes Firnfeld im ostantarktischen Viktorialand. In den Admiralty Mountains liegt es zwischen der Homerun Range und der Findlay Range sowie zwischen dem oberen Abschnitt des nach Nordwesten abfließenden Ebbe-Gletschers und dem nach Südosten fließenden Tucker-Gletscher.
Das New Zealand Antarctic Place-Names Committee benannte das Firnfeld nach Bradley Field, Geologe des New Zealand Geological Survey, der im Rahmen des New Zealand Antarctic Research Program zwischen 1981 und 1982 an Erkundungen im nördlichen Viktorialand teilnahm.